# Birch River, Alberta
Birch River är ett vattendrag i Kanada.   Det ligger i provinsen Alberta, i den centrala delen av landet, 2 900 km nordväst om huvudstaden Ottawa.
Trakten runt Birch River består i huvudsak av gräsmarker. Trakten runt Birch River är nära nog obefolkad, med mindre än två invånare per kvadratkilometer.